# Ahn Jae-hyun
Ahn Jae-hyun (안재현?, 安宰賢?, An Jae-hyeonLR, An Chae-hyŏnMR; Seul, 1º luglio 1987) è un attore e modello sudcoreano.

## Vita privata
L'11 marzo 2016 conferma di essere in una relazione con l'attrice Ku Hye-sun, conosciuta sul set del serial Blood, sin dall'aprile 2015. La coppia registra ufficialmente il loro matrimonio al Distretto di Gangnam il 20 maggio 2016, per poi sposarsi il 21 maggio 2016. In seguito hanno effettuato una donazione al reparto di pediatria del Severance Hospital di Sinchon-dong, uno dei più vecchi ospedali della Corea. Successivamente la coppia apparve nel reality show Newlywed Diary prodotto da Na Young-seok, che mostrava la loro vita matrimoniale. Nell'agosto 2019 è stato riferito che Ahn Jae-hyun ha chiesto il divorzio. La coppia ha ufficialmente divorziato nel luglio 2020.

## Filmografia

### Cinema
- Paesyeonwang, regia di Oh Ki-hwan (2014)
- Perfect Imperfection, regia di Chen Bing (2016)

### Televisione
- Byeor-eseo on geudae (별에서 온 그대) – serie TV (2014)
- Neohuideur-eun po-widwaetda (너희들은 포위됐다?) – serie TV (2014)
- Blood (블러드) – serie TV (2015)
- Sulryulhwan (설련화) – serie TV (2015)
- Cinderella-wa ne myeong-ui gisa (신데렐라와 네 명의 기사) – serie TV (2016)
- Dashi mannan segye (다시 만난 세계) – serie TV (2017)
- Beauty Inside (뷰티 인사이드?) – serie TV (2018)
- Hajaitneun ingandeul (하자있는 인간들) – serie TV (2019-2020)

## Videografia
- 2012 – Baek A-yeon - Sad Song
- 2012 – K.Will - Please Don't
- 2013 – Sistar19 - Gone Not Around Any Longer
- 2014 – Wings - Hair Short
- 2014 – Urban Zakapa feat. Soyou - The Space Between
- 2017 – No Reply - On The Way Home

## Discografia

### Singoli
- 2013 – Maybe (Dal Shabet, narratore)

### Colonne sonore
- 2014 – That Was You (Neohuideureun powidwaetda OST)